# Villa Parkwijk
Villa Parkwijk aan de Wilhelminalaan 3 is een rijksmonument in Baarn in de provincie Utrecht. Het huis staat in het Wilhelminapark dat onderdeel is van  rijksbeschermd dorpsgezicht Prins Hendrikpark e.o..

## Oorsprong
De villa werd in een Engelse landschapsstijl gebouwd. Dit uit zich in de smalle topgevel met een hoge schoorsteen en een driehoekige dakkapel. Het huis heeft een erkeruitbouw en een platte driehoekige dakkapel.Om de villa is een ruime tuin.
De hoge hal heeft een groot trappenhuis.

## Bewoning
Parkwijk is gebouwd voor Marianne Anna Maria Carp-Henny, weduwe van Carel Frederik Carp, de tweede zoon van garenfabrikant Jacob Arnoud Carp. 
In 1910 werd jonkheer Carel Herman Aart van der Wijck de tweede bewoner. Van der Wijk laat het huis in 1912 verbouwen door de architecten Rigter en Van Bronkhorst. Als de bewoner reeds in 1914 overlijdt wordt het huis verkocht aan de Amsterdamse tabakshandelaar Henry Philip Manus en diens echtgenote Soeta Vita Israël. Hun dochter Rosa Manus zou een leidende rol in de vrouwenkiesrechtbeweging gaan spelen. Enkele leden van het huispersoneel woonden na oplevering van Parkwijk op Molenweg 41 en 49 in Baarn. 
Eind jaren dertig van de twintigste eeuw werd een deel van het enorme landgoed verkocht voor woningbouw. Parkwijk wordt dan gekocht door de Talmastichting, voor de verzorging van ouden van dagen. Na de oorlog wordt het pand eigendom van het gereformeerde zendingscentyrum. In 1976 vestigt het Nederlands Verbond van Ondernemers in de Bouwnijverheid (NVOB) zich in het gebouw. Tegen de achtergevel is een doorgang aangebracht die de villa verbindt met nieuwbouw uit 1991. In 2001 wordt Parkwijk helemaal gerenoveerd. In de nieuwbouw achter de villa zijn in 2013 meerdere kantoren gevestigd.